# サンライズ英雄譚
『サンライズ英雄譚』（サンライズえいゆうたん）は、サンライズインタラクティブより発売されたゲームソフトのシリーズ。サンライズのロボットアニメーション作品を中心とする、キャラクターが多数登場するクロスオーバー作品である。
本シリーズは『SUNRISE WORLD WAR Fromサンライズ英雄譚』までは『機甲世紀Gブレイカー』のキャラクターや世界を中心に物語が進行しており、『サンライズ英雄譚3』ではオリジナルキャラクター中心に物語が進行する。

## シリーズ
対戦ロールプレイング
- サンライズ英雄譚：ドリームキャスト（1999年12月2日：7,140円）
- サンライズ英雄譚R：PlayStation 2（2000年11月22日：8,190円）
- サンライズ英雄譚2：PlayStation 2（2001年12月20日：8,190円）

シミュレーションRPG
- SUNRISE WORLD WAR Fromサンライズ英雄譚：PlayStation 2（2003年9月25日：7,140円）

RPG/アニメ
- サンライズ英雄譚3：PlayStation 2（2006年6月1日：7,140円）

## 作品解説

### 『サンライズ英雄譚』および『サンライズ英雄譚R』
クラウドストリームという物質を塵にしてしまう強大な雲海に包まれる惑星サンライズ。主人公であるカンジ・アカツキの生まれた大陸クラウディアでは雲海を越え旅する船、クラウドシップが建造。ある夜、他の大陸からも確認できるほど巨大な光の柱が出現。それは異なる次元を結ぶゲートであり戦乱の元凶であった。その光の柱が出現した大陸からクラウディア大陸に命懸けで助けを求めやってきた少女ルン・フォレストに出会う。
- DC版（『サンライズ英雄譚』）ではキャラクターボイスは収録されていないが、移植作品であるPS2版（『サンライズ英雄譚R』）では機体・キャラクターボイスなどが追加されストーリーモードでも新たにアレンジされている。また、DC版に登場しなかった作品が追加されている。

### 『サンライズ英雄譚2』
元凶が去りお互いの大陸間の記憶や時間などがあいまいになった惑星サンライズ。魔手が消えクラウディア大陸では数ヶ月経過していたある日、演習中にクラウドシップとその船に乗っていたルンがオメガ・フォークロスによってさらわれた。カンジ達は雲海の彼方へと消え去っていったクラウドシップを追いルンを取り戻すために再びクラウドストリーム吹き荒れる雲海の彼方にある大陸へ旅立つ。

### 『SUNRISE WORLD WAR』
勇者達によって光の柱の元凶が去った後の惑星サンライズ。クラウディア大陸でもようやく平穏な日々が戻りつつあった。しかしそれも長くは続かなかった。ある日、ビンズヴァンカー率いるレドロス軍がクーデターを起こし政府に宣戦布告する。カンジ達が所属するクラウディア統合軍は鎮圧を図るが奇襲を受け苦戦。レドロス軍は再び戦乱をもたらそうと新技術で雲海に別次元のゲートを開けてしまう。ビンズヴァンカーの野望を止めようとカンジも交戦するがオメガにゲートの中に機体ごと撃墜されてしまうのであった。
- 本作のストーリーモードは中途半端なところで終わっており、発売以前より告知されていた登場作品のうち半分近くはストーリーモードで登場しない。ストーリーモード未登場作品のロボットとキャラクターはクリア後の戦闘シミュレーションであるミッションモードでのみ使用可能。

### 『サンライズ英雄譚3』
英雄達の活躍によって戦争も終わり厄介な雲海クラウドストリームにも負けず大陸間の航路「トレーダーライン」を築き上げた惑星サンライズ、雲海の航路の確立によってすでに戦争から産業へと世が移っていたかにみえた。しかし運搬中の交易品を狙う雲海の盗賊「クラウドメナス」は新たな脅威となっていた。東部集合大陸で雲海の運搬を手がける「キャリースミス」関連企業「フューチャーセイル社」ではこれに対抗すべく新たにFTを搭載した最新型クラウドシップを試験導入する。そんなこととは関係なく危険を承知でまだ見ぬ英雄達にあうために主人公ショーンは冒険家としての道の第一歩を踏み出そうとしていた。

## 主題歌
サンライズ英雄譚・サンライズ英雄譚R
- OP「GET A DREAM」（作詞：藤川明日香 作曲･編曲：根岸貴幸 歌：松本梨香）
- ED「記念写真」（作詞：藤川明日香 作曲・編曲：根岸貴幸 歌：鈴木佐江子）

サンライズ英雄譚2
- OP「LADY FIGHTER!!」（作詞・作曲：影山ヒロノブ 編曲：須藤賢一 歌：JAM Project featuring 松本梨香）
- ED「運命の糸」（作詞：松本梨香 作曲：影山ヒロノブ 編曲：須藤賢一 歌：JAM Project featuring 松本梨香）

SUNRISE WORLD WAR Fromサンライズ英雄譚
- OP「Destination」（歌：JAM Project featuring 松本梨香）
- ED「Promise〜未来への誓い〜」（歌：JAM Project featuring 松本梨香）

## 主要登場人物

### 機甲世紀Gブレイカー（1・R・2・SWW）
- カンジ・アカツキ（声：石田彰） - 『英雄譚』および『英雄譚R』から『SWW』までの主人公。
- ルン・フォレスト（声：『R』『2』多田葵、『SWW』小森まなみ） - 『英雄譚』および『英雄譚R』から『SWW』までのヒロイン。
- リエ・アカツキ（声：小島幸子） - 未知の大陸を調査する研究者。
- キョウ・アカツキ（声：大塚明夫）
- ネルフェア・ノースロック（声：増田ゆき）
- テール・キヌイ（声：かかずゆみ）
- ウインド・シガ（声：福山潤）
- ハクト・ロンド（声：大川透）
- レイク・ツラギ（声：納谷六朗）
- リョウ・シーゲル（声：津村まこと）
- オメガ・フォークロス（声：岸祐二）
- アリア・アルザス
- バルツ・シュタイン
- ダルク・フォルテン
- レドロス・ビンズヴァンカー（声：安宅誠）
- UNKNOWN（声：横尾博之）

### 英雄譚3オリジナルキャラクター
ショーン・ランブル声：佐藤雄大
『3』の主人公。冒険家を目指すために旅立とうとしていた少年。しかしある騒動に巻き込まれて新型の試験艦「エアロクリッパー」に迷い込んでしまう。その直後ショーンが迷い込んだ試験艦に雲海の盗賊クラウドメナスが襲撃、巻き込まれ艦に搭載されていた最新型FT（フライングトルーパー）「スタントガゼル」で迎撃。この事件で腕が買われてテストパイロットと雲海の運び屋「キャリースミス」の一団になる。
メアリ声：世戸さおり
エアロクリッパーのフィギュアヘッドとして一体化していた優れた頭脳を持つ女性型のアンドロイド。フィギュアヘッドからの分離が可能で胸の部分に通信モニターを搭載している。ある事件をきっかけにショーンがエアロクリッパーの艦長兼スタントガゼルのテストパイロットになってから共に行動することになる。
ジニー・ブロード声：松浦チエ
ナロゥの一人娘で天才的な腕を持つパイロット。ショーンよりも先に「エアロクリッパー」の同系艦をすでに託されている。ショーンの先輩にあたるが無愛想ながらもいろいろとアドバイスをしてくれている。ナロゥと一緒にいるときは社長令嬢として普段とは見られない一面を見られる。父親をこよなく愛しているようでロドルからはよくファザコン呼ばわりされている。ナロゥから「ジェニ」と愛称で呼ばれている。
ロドル声：山戸恵
ジニーとサポートしてくれる外見は人間と変わらない少年の姿をした陽気な性格の並列思考型アンドロイド。いつもジニーに一言余計なことを言うのでジニーからは折檻名目でサンドバッグみたいに蹴りを受けている。
ナロゥ・ブロード声：黒田崇矢
ショーンやジニーが関わっている雲海の運び屋「キャリースミス」の関連企業フューチャーセイル社の社長。ショーンやジニー（仕事中のみ）からはオーナーと呼ばれている。甘いココアが好きでたびたび一息入れることがある。社内には彼のやり方に対立している者いることが悩みのため秘書などは人ではなくアンドロイドに任せている。
イドル声：山戸恵
ナロゥの秘書の並列思考型アンドロイド。姿はロドルと同じだが性格が異なり常に冷静。ナロゥからは一目の信頼は受けている。
ハドル声：山戸恵
フューチャーセイル社の戦略、戦術分析を担当している並列思考型アンドロイド。姿はロドルやイドル同じだが性格はロドルやイドルとは異なり怖い知らずな面が強い。
ニドル声：山戸恵
フューチャーセイル社の情報処理を担当している並列思考型アンドロイド。姿はロドルやイドル、ハドルと同じ性格はロドル、イドル、ハドルとは異なりオドオドした喋り方をする。
ローレライ・ブロード声：なし
ナロゥの回想のみ登場、雲海の航路「トレーダーライン」とメアリを設計した科学者でジニーの母親。ジニーを産んでからまもなく他界している。

## 登場作品

### 『サンライズ英雄譚』からの登場作品
- 機甲武装Gブレイカー
- 蒼き流星SPTレイズナー
- 新機動戦記ガンダムW
- 新機動戦記ガンダムW Endless Waltz
- 機甲界ガリアン
- 機甲戦記ドラグナー
- 機動戦士ガンダム
- 銀河漂流バイファム
- 巨神ゴーグ
- 聖戦士ダンバイン
- New Story of Aura Battler DUNBINE
- 重戦機エルガイム
- 戦闘メカ ザブングル
- 装甲騎兵ボトムズ
- 太陽の牙ダグラム
- 勇者王ガオガイガー

### 『サンライズ英雄譚R』からの登場作品
- カウボーイビバップ
- 新世紀GPXサイバーフォーミュラ
- 絶対無敵ライジンオー
- ママは小学4年生
- 勇者指令ダグオン
- 勇者王ガオガイガーFINAL
- 鎧伝サムライトルーパー
- 獣戦士ガルキーバ

### 『サンライズ英雄譚2』からの登場作品
- 機動戦士Ζガンダム
- 機動武闘伝Gガンダム
- 元気爆発ガンバルガー
- 魔神英雄伝ワタル
- 天空のエスカフローネ
- ブレンパワード
- THE ビッグオー

### 『SUNRISE WORLD WAR』からの登場作品
- 最強ロボ ダイオージャ
- 機甲猟兵メロウリンク
- 機甲界ガリアン 鉄の紋章
- 機動戦士ガンダム0083 STARDUST MEMORY
- 機動戦士ガンダムΖΖ
- 機動戦士ガンダム 逆襲のシャア
- 機動戦士ガンダム 閃光のハサウェイ（当時では未映像作品）
- 機動戦士Vガンダム
- 太陽の勇者ファイバード
- 勇者特急マイトガイン
- GEAR戦士電童
- スクライド

### 『サンライズ英雄譚3』からの登場作品
- 無敵ロボ トライダーG7

## CM
サンライズ英雄譚2
『2』のCMのナレーションは『機動戦士Ζガンダム』のカミーユ・ビダン（飛田展男）が担当。冒頭はカミーユがTV版でかつて使った台詞その後作品の紹介となっている（BGMは『LADY FIGHTER!!』）。
SUNRISE WORLD WAR
『SWW』のCMのナレーションは2バージョンあり発売前のCMは『蒼き流星SPTレイズナー』のアルバトロ・ナル・エイジ・アスカ（井上和彦）が、また発売後のCMは『THEビッグオー』のロジャー・スミス（宮本充）が担当している。2の時と同じく冒頭はそれぞれTV版でかつて使った台詞にその後作品紹介という形になっているがしめの台詞が追加されている（エイジverでは「V－MAX発動!!」で、ロジャーverでは「Show time!!」、なおBGMは「Destination」）。

## 備考
- この作品のオリジナル機体FTの一部はガンダムやスコープドッグなどの原作の主役機をモデルにしたものが多数あり、英雄譚（英雄譚R）では原作の主人公専用機扱いになっているが、2以降は主人公以外にも搭乗できる。
- 『スーパーロボット大戦GC』の主人公前期BGMは英雄譚2の戦闘BGMのアレンジ、スーパーロボット大戦XOで追加された恋人キャラクターのBGMはSWWの戦闘BGMのアレンジになっている。またスーパーロボット大戦GC・XOのオリジナル機体の一部の名前とデザインは味方敵共に英雄譚シリーズに出てきたFTが元となっている。
- 『新機動戦記ガンダムW』のヒイロ・ユイ、デュオ・マックスウェル、トロワ・バートン、カトル・ラバーバ・ウィナー、張五飛の搭乗機は『新機動戦記ガンダムW Endless Waltz』に登場した機体になっているが、登場作品としてはSWW以外公式には表記されていない。また、英雄譚および英雄譚RではEndless Waltzの機体でTV版の話を再現したイベントが多数存在する。
- 『機動武闘伝Gガンダム』のレイン・ミカムラ役の天野由梨は声優を一旦引退していたため（2003年8月に復帰）、ならはしみきがレイン役を務めている。
- 『蒼き流星SPTレイズナー』のル・カイン役の塩沢兼人は亡くなっているため、加瀬康之がル・カイン役を務めている。
- 同様に『太陽の牙ダグラム』のヘルムート・J・ラコック役の仁内達之も亡くなっているため、中尾隆聖がラコック役を担当。また『重戦機エルガイム』のアマンダラ・カマンダラ（真のオルドナ・ポセイダル）役も（TV版で演じた堀部隆一は当時存命であるが）OVAにて仁内が演じていたためか、同じく中尾が代演している。
- 『聖戦士ダンバイン』の後日談である『New Story of Aura Battler DUNBINE』はズワウスのみ登場。ラバーン・ザラマンドは登場しないが、バーン・バニングス（黒騎士）の搭乗機として登場している。
- 『銀河漂流バイファム』の主人公であるロディ・シャッフル役の難波克弘は声優を引退しているため、続編である『銀河漂流バイファム13』でのロディを演じた保志総一朗がロディ役を務めている。
- 『勇者指令ダグオン』のダグオン達のダグテクターは続編OVAの『勇者指令ダグオン 水晶の瞳の少年』のものとなっており、シリーズを通してダグオン達のメカは登場しない。
- 『勇者王ガオガイガーFINAL』のキャラクターや機体は登場するが、ジェネシックガオガイガーは未登場。
- 『機甲戦記ドラグナー』のダイアン・ランスは、SWWで『機動戦士ガンダム0083 STARDUST MEMORY』、『機動戦士Ζガンダム』、『機動戦士ガンダムΖΖ』に登場するラビアンローズの艦長代理を務めている。
- SWWに登場していた『機動戦士ガンダム 閃光のハサウェイ』は、唯一映像化されていない作品である（『機動戦士ガンダム 逆襲のシャア』の小説版『機動戦士ガンダム 逆襲のシャア ベルトーチカ・チルドレン』の続編である小説作品で、後に映画版での『逆襲のシャア』の続編である映画版が公開された）。機体はΞガンダムのみだが、ハサウェイ・ノアは『逆襲のシャア』時の姿で登場している（なお、Ξガンダム搭乗時は黒いノーマルスーツ〈マフティーのノーマルスーツ〉を着ている）。

## 関連書籍
- 機甲世紀英雄列伝 サンライズ英雄譚 スペシャルファンブック ISBN 9784840100052
- サンライズ英雄譚を一生楽しむ本 ISBN 9784766934052
- サンライズ英雄譚 コンプリートデータブック ISBN 9784063393576
- サンライズ英雄譚 メカニカルグラフィックス ISBN 9784047070400
- サンライズ英雄譚Rを一生楽しむ本 ISBN 9784766936872
- サンライズ英雄譚R 設定解説ファンブック ダークサイド&英雄譚編 ISBN 9784898142127
- サンライズ英雄譚R 設定解説ファンブック ヒーロー&惑星サンライズ編 ISBN 9784898142066
- サンライズ英雄譚R キャラクターガイド ISBN 9784766936667
- サンライズ英雄譚2 完全攻略ガイド ISBN 9784840219204
- SUNRISE WORLD WAR Fromサンライズ英雄譚 攻略ガイド ISBN 9784047071292
- SUNRISE WORLD WAR Fromサンライズ英雄譚 ザ・コンプリートガイド ISBN 9784840225021